# Яр (Талицький міський округ)
Яр (рос. Яр) — село у складі Талицького міського округу Свердловської області.
Населення — 914 осіб (2010, 954 у 2002).
Національний склад станом на 2002 рік: росіяни — 91 %.